# 李訢 (漢朝)
李訢（?—?）。东莱郡（今山东省莱州市）人，东汉初期大臣。
李訢开始担任司隶校尉，建武中元元年（56年）六月，司徒馮勤在任上去世，李訢继任司徒。第二年三月，汉光武帝驾崩，新继位的汉明帝其邓禹为太傅，刘苍为骠骑将军。太尉趙憙告谥南郊，司徒李訢奉安梓宫，司空冯鲂将校复土。明帝封趙憙为节乡侯，李訢为安乡侯，冯鲂为杨邑侯。永平三年（60年）二月，太尉趙憙、司徒李訢免官。左冯翊郭丹为司徒，南阳太守虞延为太尉。

## 传记文献
- 《后汉书》卷一、卷二